# Heteroglosia
El término heteroglosia, del griego ἕτερος [jéteros] ('diferente, otro') y γλώσσα [glósa] ('idioma, lengua'), describe la coexistencia de distintas variedades dentro de un único "código lingüístico". De esta manera, el término se traduce del ruso разноречие [raznorechie] (literalmente, "diferentes expresiones"), que fue presentado por el lingüista ruso Mijaíl Bajtín en su artículo del año 1934 La palabra en la novela (Слово в романе, Slovo v romane).
Bajtín sostiene que el poder de la novela se origina en la coexistencia, en el conflicto entre diferentes tipos de discurso: el discurso de los personajes, el discurso de los narradores, e incluso el discurso del autor. Él define la heteroglosia como «el habla en el idioma del otro, que sirve para expresar las intenciones del autor, pero de una manera refractada». Bajtín identifica la narración directa del autor, en lugar del diálogo entre los personajes, como la ubicación principal de este conflicto.

## Idiomas como puntos de vista
Bajtín considera la novela moderna como una forma literaria más adecuada para la explotación de la heteroglosia, en contraste directo con la épica (y, en menor medida, con la poesía en general). La cualidad lingüística de la novela se vio en su expresión del conflicto entre las voces a través de su adscripción a los distintos elementos en el discurso de la novela.
Cualquier idioma, en vista de Bajtín, se estratifica en muchas voces: «dialectos sociales, el comportamiento del grupo característico, jergas profesionales, lenguajes genéricos, lenguajes de generaciones y grupos de edad, los lenguajes tendenciosos, lenguajes de las autoridades, de diversos círculos y de modas pasajeras». Esta diversidad de la voz es, según Bajtin, la característica definitoria de la novela como género.
La estilística tradicional, como la poesía épica, no comparten el rasgo de la heteroglosia. Extendiendo su argumento, Bajtín propone que todas las lenguas representan un punto de vista diferente sobre el mundo, caracterizada por su propio significado y los valores. En este punto de vista, el lenguaje está «plagado de intenciones y acentos». Por lo tanto, no hay palabras neutras. Incluso la afirmación más mediocre tiene un sabor, ya sea de una profesión, una de las partes, de una generación, un lugar o una hora. Para Bajtín, las palabras no existen hasta que se habla, y en ese momento que se imprimen con la firma de los altavoces.
Bajtín identifica el acto de habla, o de la escritura, como una actuación literario-verbal, que requiere altavoces o que los autores tomen una postura, aunque sólo sea por la elección del dialecto en el que se va a hablar. Los idiomas diferentes a menudo se identifican con las circunstancias por separado.

## La expresión híbrida
La expresión híbrida, según la definición de Bajtin, es un pasaje que emplea sólo un hablante único o autor, y uno o más tipos de discurso. La yuxtaposición entre dos discursos diferentes trae consigo una contradicción y el conflicto en los sistemas de creencias.
En el examen de la novela cómica en inglés, en particular los trabajos de Charles Dickens, Bajtín identifica ejemplos de su argumento. Dickens crea parodias en las que aparecen el 'lenguaje común' y el lenguaje del Parlamento o de primera clase, utilizando lenguajes ocultos para crear humor. En un pasaje, Dickens se desplaza de su voz narrativa del autor en una voz formal, el tono siendo casi épico al describir el trabajo de un burócrata mediocre, y su intención es la parodia de la propia importancia, y la vanagloria de la posición del burócrata. El uso de la palabra oculta, sin marcadores formales de un cambio de altavoces, es lo que permite la parodia a trabajar. Es, en el lenguaje de Bajtín, una expresión híbrida, en este caso, el conflicto se da entre la narración de hechos y la hipérbole de morder el nuevo tono, épica / formalista.
Bajtin discute la interconexión de la conversación. Incluso un simple diálogo, en su opinión, está lleno de citas y referencias, a menudo a un general "todo el mundo dice" o "me enteré de que .." Opinión e información se transmiten por medio de una referencia a una fuente indeterminada, en general. A través de estas referencias, los seres humanos de forma selectiva asimilar el discurso de los demás y hacerla suya.
Bajtín identifica un tipo específico de discurso, el "discurso de autoridad", que exige ser asimilado por el lector o el oyente; ejemplos pueden ser el dogma religioso, o una teoría científica, o un libro popular. Este tipo de discurso es visto como el pasado, terminó, jerárquicamente superior, y por lo tanto, exige "lealtad incondicional" en lugar de aceptar la interpretación. Debido a esto, los estados que Bajtín discurso de autoridad tiene un papel insignificante en la novela. Debido a que no está abierta a interpretación, no puede entrar en expresión híbrida.
Bajtín concluye argumentando que el papel de la novela es dibujar la autoridad en cuestión, y para permitir que una vez fue considerado seguro que será conflictivo y abierto a la interpretación. En efecto, las novelas no sólo funcionan a través de la heteroglosia, sino que debe promover, para hacer lo contrario es un fracaso artístico.